# Илан ван Вилдер
Илан ван Вилдер (хол. Ilan Van Wilder; 14. мај 2000) белгијски је професионални бициклиста који тренутно вози за UCI ворлд тур тим — Судал—Квик-степ. Освојио је по једном Дојчланд тур и Тре вали Варезине.
Током јуниорске каријере возио је млађе категорије тима Лото—судал, а професионалну каријеру почео је 2020. у тиму Санвеб, када је возио своју прву гранд тур трку — Вуелта а Еспању, а затим је освојио бронзану медаљу на Европском првенству у вожњи на хронометар за возаче до 23 године. Године 2021. завршио је првенство Белгије у вожњи на хронометар на четвртом мјесту и трку Сетимана интернационале ди Копи е Бартали на десетом.
Године 2022. прешао је у тим Квик—степ алфа винал, гдје је Вуелта а Бургос трку завршио на петом мјесту и возио је Вуелта а Еспању, гдје је радио за Ремка Евенепула, који је освојио трку. Године 2023. завршио је Волта ао Алгарве на трећем мјесту, иза Данијела Мартинеза и Филипа Гане. У мају је возио Ђиро д’Италију по први пут, гдје је радио поново за Евенепула, који је морао да напусти трку након девете етапе због ковида 19, док је био лидер трке. Ван Вилдер и Питер Сери су једини из тима који су завршили трку, а Ван Вилдер је завршио на 12 мјесту у генералном пласману и на петом у класификацију за најбољег младог возача. Крајем августа је освојио Дојчланд тур, уз једну етапну побједу и освојену класификацију за најбољег младог возача, док је у октобру освојио класик Тре вали Варезине испред Ричарда Карапаза и Александра Власова.